# Estigmene flava
Estigmene flava är en fjärilsart som beskrevs av Rothschild 1914. Estigmene flava ingår i släktet Estigmene och familjen björnspinnare. Inga underarter finns listade i Catalogue of Life.